# Alexandru Ciubotaru
Alexandru Ciubotaru (n. 20 februarie 1932, Șipca, România – d. 26 aprilie 2017, Chișinău, Republica Moldova) a fost un specialist în domeniul embriologiei, cariologiei, citogeneticii și biotehnologiei vegetale, care a fost ales ca membru corespondent (1976) și apoi membru titular (1992) al Academiei de Științe a Moldovei.
Fondatorul  Grădinii botanice s-a stins din viață la doar câteva zile după ce parcul a fost devastat ca urmare a viscolului din aprilie 2017.